# Путин (ястие)
Путѝн (на френски: poutine) или пуцѝн e национално канадско ястие от пържени картофи, извара и сос, особено популярно в Квебек.
Появява се в средата на XX век. Предлага се често в заведения за бързо хранене като McDonald's, A&W, KFC и Burger King.